# 石川站 (弘南鐵道)
石川站（日语：／ Ishikawa eki */?）是位於青森縣弘前市大字石川字大佛下33番2號，弘南鐵道的大鰐線車站。車站編號為KW 10。
此站距離JR奧羽本線石川站約1.5公里，該站比較接近義塾高中前站。

## 車站構造
此站是地面車站，設有1面2線的島式月台。此站是無人車站。此站設有1條貨物專用側線，現時存放了維護路軌專用的漏斗車。該車輛被標示為「石川站常備」。

### 月台
| 月台 | 路線   | 方向         |
| ---- | ------ | ------------ |
| 1    | 大鰐線 | 中央弘前方向 |
| 2    | 大鰐線 | 大鰐方向     |

## 歷史
- 1952年1月26日：弘前電氣鐵道（日语：弘前電気鉄道）新石川站啟用。
- 1970年10月1日：弘前電氣鐵道轉讓至弘南鐵道，成為弘南鐵道大鰐線車站。同時成為業務委托車站。
- 1972年7月1日：首度降為無人車站。
- 1974年10月1日：改為業務委託車站。
- 1986年4月1日：車站改名為石川站。
- 日期不詳：成為無人車站。
- 2020年10月10日：加入車站編號[1][2][3]。

## 使用狀況
| 1日上落車人次 | 1日上落車人次 |
| 年度          | 1日平均人次   |
| ------------- | ------------- |
| 2011年        | 179           |
| 2012年        | 181           |
| 2013年        | 160           |
| 2014年        | 142           |
| 2015年        | 150           |
| 2016年        | 147           |
| 2017年        | 141           |
| 2018年        | 74            |
| 2019年        | 73            |
| 2020年        | 132           |
| 2021年        | 128           |
| 2022年        | 63            |

## 相鄰車站
弘南鐵道
大鰐線
石川游泳池前（KW 11）－石川（KW 10）－義塾高中前（KW 09）

## 外部連結
- 石川站（日語） （各站資訊） - 弘南鐵道